# Caren Marsh Doll
Caren Marsh Doll (z domu Morris; ur. 6 kwietnia 1919 w Los Angeles) – amerykańska aktorka teatralna i filmowa oraz tancerka specjalizująca się w tańcu współczesnym oraz stepowaniu. Siostra aktorki Dorothy Morris (1922-2011).
Jej krótka aktorska kariera ograniczała się do ról epizodycznych i występów w scenach tanecznych. Zasłynęła przede wszystkim zastępując Judy Garland w scenach tańca w filmie Czarnoksiężnik z Oz (1939). Od lat 50. nie pojawiała się już w filmach poświęcając się tańcowi; od 1956 była instruktorką tańca.
12 lipca 1949 była jedną z 13 osób, które przeżyły katastrofę samolotu pasażerskiego Curtiss C-46 Commando, który rozbił się niedaleko Burbank w Kalifornii. Z 48 pasażerów na pokładzie zginęło 35 osób.
6 kwietnia 2019 obchodziła 100. urodziny.

## Wybrana filmografia
- Rosalie (1937) jako tancerka
- Czarnoksiężnik z Oz (1939) – w scenach tańca zastępowała Judy Garland
- Przeminęło z wiatrem (1939) jako dziewczyna na bazarze (epizod)
- Kulisy wielkiej rewii (1941) – w scenach tańca zastępowała Judy Garland
- Seven Sweethearts (1942) jako tancerka
- Best Foot Forward (1943) jako tancerka
- Hands Across the Border (1944) jako tancerka
- Secrets of a Sorority Girl (1945) jako Audrey Scott
- Dzień i noc (1946) jako młoda klientka
- Wild Harvest (1947) jako Natalie
- Smash-Up: Historia kobiety (1947) jako dziewczyna
- Witaj nieznajomy (1947) jako żona
- Luksusowy liniowiec (1948) jako dziewczyna
- Przygody Don Juana (1948) jako dziewczyna w karczmie